# Return to Me
Return to Me es una película romántica de 2000 dirigida por Bonnie Hunt y protagonizada por David Duchovny como Bob y Minnie Driver como Grace. Fue filmada en Chicago en 1999, y estrenada en abril de 2000.

## Sinopsis
Un hombre pierde a su mujer en un accidente de tránsito y más tarde se enamora de una mujer a la cual han trasplantado el corazón de su difunta esposa.

## Elenco
- David Duchovny - Bob Rueland
- Minnie Driver - Grace Briggs
- Carroll O'Connor - Marty O'Reilly
- Robert Loggia - Angelo Pardipillo
- Bonnie Hunt - Megan Dayton
- David Alan Grier - Charlie Johnson
- Joely Richardson - Elizabeth Rueland
- Eddie Jones - Emmett McFadden
- James Belushi - Joe Dayton
- William Bronder - Wally Jatczak
- Marianne Muellerleile - Sophie[1]

## Taquilla
La película se estrenó en el número 4 en América del Norte haciendo $7.8 millones en su primer fin de semana. Hizo un total de $32,662,299 en su taquilla.